# Parti Baas
Pour les articles homonymes, voir Baas.

Drapeau du parti Baas.

Le Parti Baas, Baath ou, plus fidèlement, Ba'th (en arabe : حزب البعث ḥizb al-baʿṯ, le mot arabe البعث signifiant « résurrection » ou « renaissance »), de son nom complet le Parti socialiste de la résurrection arabe (en arabe : حزب البعث العربي الاشتراكي, ḥizb al-baʿṯ al-ʿarabī al-ištirākī), est un parti politique créé en 1944 en Syrie avec comme but l'unification des différents États arabes en une seule et grande nation.
Le parti est fondé par la fusion du mouvement Baas arabe, dirigé par Michel Aflak et Salah Eddine Bitar, et du Baas arabe, dirigé par Zaki al-Arsouzi, le 7 avril 1947 sous le nom de Parti Baas arabe. Le parti établit rapidement des succursales dans d'autres pays arabes, même s'il ne détiendra le pouvoir qu'en Irak et en Syrie. Le Parti Baas arabe fusionne avec le Mouvement socialiste arabe, dirigé par Akram Hourani, en 1952 pour former le Parti Baas socialiste arabe. Le parti nouvellement formé connaît un succès relatif et devient le deuxième parti au parlement syrien lors des élections de 1954 . Ceci, associé à la force croissante du Parti communiste syrien, conduit à la création de la République arabe unie (RAU), une union de l'Égypte et de la Syrie, en 1958. La RAU s'avère infructueuse et un coup d'État en Syrie la dissout en 1961.
Après l'éclatement de la RAU, le Parti Baas est reconstitué. Cependant, pendant la période de la RAU, des militants militaires créent le Comité militaire qui retire le contrôle du Parti Baas des mains des civils. Entretemps, en Irak, la branche locale du Parti Baas prend le pouvoir en orchestrant et en dirigeant la révolution du Ramadan, pour ensuite perdre le pouvoir quelques mois plus tard. Le Comité militaire, avec le consentement d'Aflak, prend le pouvoir en Syrie lors de la révolution du 8 mars 1963.
Une lutte de pouvoir s'installe rapidement entre la faction civile dirigée par Aflak, Bitar et Munīf ar-Razzāz et le Comité militaire dirigé par Salah Jadid et Hafez al-Assad. Alors que les relations entre les deux factions se détériorent, le Comité militaire lance le coup d'État syrien de 1966, qui renverse le commandement national dirigé par al-Razzāz, Aflak et leurs partisans. Le coup d'État de 1966 divise le Parti Baas entre le Parti Baas irakien et le Parti Baas syrien, et en 1979, la division dégénère en un conflit interbaasiste.
La doctrine baasiste dit combiner le socialisme arabe et le nationalisme panarabe. La laïcité est un autre pilier du Baas : Michel Aflak reconnaît la place prépondérante de l'islam dans l'essor de la nation arabe, mais pense que seul un État laïc permettra de regrouper toutes les composantes d'une nation arabe très divisée sur le plan confessionnel. La devise du parti est « unité, liberté, socialisme » (en arabe : وحدة حرية اشتراكية waḥdaḧ ḥurriyyaḧ ištirākiyyaḧ). « Unité » se rapporte à l'unité panarabe, « liberté » souligne la liberté vis-à-vis des intérêts occidentaux en particulier, et « socialisme » fait référence spécifiquement au socialisme arabe opposé au marxisme.

## Origines

Symbole du parti Baas.

Les partis Baas syrien et irakien sont issus du mouvement Ba'as, un mouvement politique arabe et socialiste qui a commencé au début du XXe siècle. Ce mouvement est fondé en 1944 par des penseurs syriens, principalement Michel Aflak (chrétien orthodoxe) et Salah Eddine Bitar (sunnite), ainsi que Zaki al-Arzouzi (alaouite),. Tous trois ont eu des carrières d'éducateurs de la classe moyenne, influencés dans leur pensée politique par l'éducation occidentale. Beaucoup des premiers baasistes étaient également chrétiens. Le mouvement a également trouvé appui parmi l'aile plus républicaine des soldats irakiens dans les services[Quoi ?] britanniques et plus tard hachémites.
Le Parti de la résurrection arabe et socialiste a été officiellement fondé lors du premier congrès du parti, tenu à Damas le 7 avril 1947. Il y adopte une constitution qui structure son organisation et ses missions.
La fondation du mouvement repose sur une opposition au protectorat français et à la génération plus ancienne des nationalistes arabes syriens. À la place, le parti préconise une unité panarabe et un nationalisme arabe. Le parti baasiste syrien s'est opposé à l'influence de l'Europe dans les affaires intérieures, et a employé le nationalisme et la notion d'unification du monde arabe comme plate-forme. Les baasistes ont toujours prétendu parler au nom de la nation arabe entière et pour le progrès des masses, bien que le parti soit demeuré extrêmement petit, factieux et souvent dépendant des nationalistes radicaux parmi les militaires. Cependant, son influence s'est rapidement étendue à d'autres pays arabes au cours des années 1954-1958, et des branches furent formées en Irak, en Jordanie, et au Liban.

## Parti Baas syrien

### Origine
Historiquement, le Parti Baas a attiré en grande partie les Syriens issus de milieux ruraux et de minorités, dont les Alaouites qui y ont adhéré en grand nombre, de nouvelles classes avides d'élévation sociale et séduites par les concepts de socialisme et de laïcité.
Le parti Baas comptait prendre le pouvoir par des moyens légaux. Le premier succès est venu de la Syrie, où le parti est devenu une force importante, mais est dissous à la suite de la formation de la République arabe unie (1958) en appui au nouveau gouvernement nassériste. Après la rupture de la République arabe unie en 1961, le parti et son idéologie passent sous le contrôle d'un groupe de militaires qui préparent le renversement du gouvernement, qu'ils comptent justifier par l'idéologie baasiste.

### Arrivée au pouvoir
La junte militaire prend le pouvoir en 1963, et porte le parti Baas au pouvoir en Syrie. Le nouveau gouvernement réalise rapidement et à grande échelle les nationalisations. En 1963, le Baas est le seul parti politique légal en Syrie, mais les factions et l'éclatement du parti mènent à une succession de gouvernements et des nouvelles constitutions. En 1966 une junte militaire menée par Salah Jedid, représentant les éléments pro-soviétiques du parti, l'emporte sur l'aile plus modérée, purgeant du parti ses fondateurs originaux, Michel Aflak et Bitar[réf. souhaitée].

### Sous le régime Assad
Dans ces circonstances le parti Baas syrien se sépare en deux factions : la faction « progressiste », menée par Noureddine al-Atassi, qui accorde la priorité à la réforme économique néo-marxiste, et le groupe « nationaliste », mené par le général Hafez el-Assad. Les partisans d'Assad sont moins intéressés par le socialisme, et favorisent plutôt un maintien militant de l'union des Arabes et l'hostilité envers Israël. En dépit des changements constants de politique et de gouvernement, les deux factions demeurent au pouvoir jusqu'en 1970 dans une coalition incommode, quand, par un autre coup d'État, Assad réussit à évincer Atassi en tant que premier ministre.
Assad sera l'un des chefs d’État du Proche-Orient restés le plus longtemps au pouvoir. Il meurt en 2000, son fils Bachar el-Assad devenant président.
Le Parti Baas syrien a des branches au Liban, au Yémen, en Jordanie, au Soudan, en Irak (actuellement coupée en deux factions), bien qu'aucune des branches non syriennes n'ait l'importance de la branche syrienne. Les Palestiniens connaissent le parti Baas syrien sous le nom d'as-Saiqa (le coup de foudre). Le parti était parfois connu en Irak sous le nom de Ba'ath de gauche ou de Qutr Al-Iraq,.
Lors de la guerre civile syrienne, Bachar el-Assad est soutenu par de nombreux partis et formations d'extrême droite européennes et américaines mais aussi de certaines extrêmes gauches occidentales,,,,,.
Bachar el-Assad, le Parti Baas syrien et son allié le Parti social nationaliste syrien ont des liens étroits avec le groupe européen d'extrême droite Alliance pour la paix et la liberté,.
Le parti est qualifié de proche du néofascisme par Jean-Pierre Perrin.
Le régime Assad est tombé le 8 décembre 2024.

## Parti Baas irakien
En Irak, la première tentative de prise de pouvoir par le parti Baas remonte à 1963, mais c'est effectivement en 1968 que le parti se saisit du pouvoir par un coup d'État. Son régime dure jusqu'en 2003.
En 1966, le parti Baas originel s'est scindé en deux : une moitié dirigée par la direction de Damas, qui a créé un parti en Syrie, et l'autre moitié dont la direction se trouve à Bagdad. Les deux partis Baas conservent le même nom et maintiennent des structures parallèles dans le monde arabe. Néanmoins les deux partis sont ennemis jurés et entretiennent des relations exécrables, Hafez el-Assad ayant soutenu l'Iran lors de la guerre Iran-Irak et pris part à la coalition internationale sous commandement américain lors de la Guerre du Golfe,,,; une inimitié due en partie aux divergences religieuses des deux dirigeants (la famille Assad étant alaouite, une branche du chiisme, Saddam Hussein sunnite) ainsi qu'au fait que le régime irakien ait accueilli sur son territoire certains fondateurs historiques du Parti Baas tels que Michel Aflak, menacés de mort en Syrie à la suite de la radicalisation du parti impulsée par Salah Jedid puis Hafez el-Assad et aux nombreuses purges menées.

### Histoire
En Irak, le parti Baas est demeuré un groupe civil et a manqué d'un appui fort chez les militaires. Il a eu peu d'influence, et le mouvement s'est séparé en plusieurs factions après 1958, puis en 1966. Il a aussi manqué d'un appui populaire. Mais, par la construction d'un appareil fort, le parti Baas a réussi à prendre le pouvoir.
Le baasisme est arrivé au pouvoir la première fois lors du coup d’État de février 1963, quand Abdel Salam Aref est devenu le président. Les interventions du parti ba'assiste syrien et l'opposition entre les modérés et les extrémistes, aboutit à un nouveau coup d’État en novembre 1963, permettant de discréditer les extrémistes. Cependant, les modérés continuèrent à jouer un rôle important dans les gouvernements non baasistes suivants.
En juillet 1968, un coup d’État permit au général baasiste Ahmed Hassan al-Bakr de prendre le pouvoir. Les conflits internes au parti continuèrent, et le gouvernement fit périodiquement des purges parmi les dissidents. Saddam Hussein succéda à Al-Bakr en 1979 et dirigea l'Irak jusqu'en 2003. Bien que presque toute la conduite baasiste n'ait eu aucun fond militaire, sous Hussein le parti changea nettement et se militarisa, les principaux dirigeants apparaissant fréquemment en uniforme.

### Organisation du parti
La cellule ou le cercle de parti est composé de trois à sept membres, c'est l'unité de base de l'organisation du parti Baas irakien. Les cellules fonctionnent au niveau du quartier ou du village, où les membres se réunissent pour discuter et exécuter les directives venant du parti. Comme les cellules sont peu en contact entre elles, c'est la hiérarchie du parti qui impose la fidélité des cellules au parti. C'est ce qu'ont découvert les États-Unis et leurs alliés en Irak en 2003, l'organisation en cellules a également rendu le parti fortement résistant aux épreuves.
Une division du parti comporte deux à sept cellules, commandées par un commandant de division. De telles cellules baasistes étaient présentes dans tous les services publics et l'armée, où elles ont fonctionné comme chien de garde du parti, une forme efficace de surveillance secrète au sein de l'administration publique.
Une section de parti comporte deux à cinq divisions, d'un grand quartier d'une ville, ou d'une zone rurale.
La branche est le niveau supérieur aux sections ; elle comporte au moins deux sections, au niveau de la province.
Le congrès de parti réunit toutes les branches, élit la direction régionale comme noyau du mécanisme de prise de décision.
La direction nationale du parti Baas se trouve au niveau supérieur à la direction régionale. Elle forme le plus haut organe définissant la politique et coordonnant le mouvement Baas dans l'ensemble du monde arabe.

### Après Saddam Hussein
En juin 2003, par décret de l'administrateur américain Paul Bremer, l'organisation est officiellement dissoute et le Parti Baas interdit. Un autre décret interdit certains postes dans l'administration ou l'enseignement aux anciens membres du parti. Cette politique volontariste de « débaasification » eut également pour conséquence d'accentuer la désorganisation des structures du pays.
En janvier 2008, dans la perspective de favoriser la réconciliation nationale, une loi est votée visant à réhabiliter d'anciens membres du parti Baas.

### Guérilla en Irak
Il y a deux groupes de guérilla baasiste en Irak, l'Armée des hommes de la Naqshbandiyya d'Ezzat Ibrahim al-Douri et Al-Awda de Mohammed Younis al-Ahmed,.
L'Armée des hommes de la Naqshbandiyya est ennemie de Al-Awda.

## Autres pays
Le parti Baas irakien avait établi des branches dans divers pays arabes, comme le Liban et la Jordanie. Après la chute du gouvernement de Saddam Hussein, beaucoup de branches se sont distancées du parti central, par exemple celles du Yémen et du Soudan.
La branche palestinienne connue sous le nom de Jabhat at-Tahrir el-Arabiyah (Front de libération arabe, ou ALF) a formé la principale faction politique palestinienne en Irak pendant les années de Saddam Hussein.
En Algérie, une tentative de création d'un parti Baas a été réprimée par le président Houari Boumédiène dans les années 1970. Ce parti était principalement fondé sur l'unification des peuples maghrébins. La branche algérienne du Baas, qui se nomme parti Baas arabe socialiste d'Algérie, est dirigée par Ahmed Choutri. Le parti a fait une demande de légalisation après l'avènement du multipartisme en 1988, mais cette demande fut refusée par l'État algérien. Après l'interruption du processus électoral en janvier 1992, Ahmed Choutri fut contraint de se réfugier en Irak, en raison de la répression frappant le parti Baas en Algérie. Ahmed Choutri a finalement pu rentrer en Algérie en 2003, après l'invasion de l'Irak par les États-Unis et la chute de Saddam Hussein. Le parti soutient la lutte du Baas irakien et de son leader Ezzat Ibrahim al-Douri contre la présence américaine.
La branche syrienne du parti d'obédience irakienne a soutenu les Frères musulmans lors du soulèvement islamiste contre le gouvernement baasiste syrien.
Après la révolution de 2011, un mouvement Baath est légalisé en Tunisie.
Le Front national démocratique pour la libération d'Oman et du golfe Persique est créé en 1969 en Irak, avant de fusionner en décembre 1971 avec le Front populaire pour la libération du golfe Persique occupé.